# A Nemzetközi Űrállomás 45. alaplegénysége
A Nemzetközi Űrállomás 45. alaplegénysége (expedíciója) hattagú alaplegénység, melyet három Szojuz űrhajó, a Szojuz TMA–16M, a Szojuz TMA–17M és a Szojuz TMA–18M juttatott fel. Az expedíció a 43/44. alaplegénység 2015. szeptember 11-i, Szojuz TMA–16M űrhajóval történő visszatérésével kezdődött.
A Szojuz TMA–17M űrhajón érkező orosz Mihail Kornyijenko és amerikai Scott Kelly hosszútávú, egyéves küldetésben vett részt.

## Személyzet
| Pozíció            | |
| ------------------ | --- |
| parancsnok         | Scott Joseph Kelly, NASA negyedik űrrepülése fellövés: 2015. 03. 27., Szojuz TMA–16M visszatérés: 2016. 03. 03., Szojuz TMA–18M            |
| fedélzeti mérnök 1 | Mihail Boriszovics Kornyijenko, RKA második űrrepülése fellövés: 2015. 03. 27., Szojuz TMA–16M visszatérés: 2016. 03. 03., Szojuz TMA–18M  |
| fedélzeti mérnök 2 | Oleg Dmitrijevics Kononyenko, RKA harmadik űrrepülése fellövés: 2015. 07. 22., Szojuz TMA–17M visszatérés: 2015. 12. 22., Szojuz TMA–17M   |
| fedélzeti mérnök 3 | Jui Kimija, JAXA első űrrepülése fellövés: 2015. 07. 22., Szojuz TMA–17M visszatérés: 2015. 12. 22., Szojuz TMA–17M                        |
| fedélzeti mérnök 4 | Kjell N. Lindgren, NASA első űrrepülése fellövés: 2015. 07. 22., Szojuz TMA–17M visszatérés: 2015. 12. 22., Szojuz TMA–17M                 |
| fedélzeti mérnök 5 | Szergej Alekszandrovics Volkov, RKA harmadik űrrepülése fellövés: 2015. 09. 02., Szojuz TMA–18M visszatérés: 2016. 03. 03., Szojuz TMA–18M |

ForrásSpacefacts